# Cộng hòa Corse
Cộng hòa Corse là một quốc gia có chủ quyền trên đảo Corse được Pasquale Paoli dựng nên vào tháng 11 năm 1755 sau khi giành độc lập khỏi Cộng hòa Genova. Ông đã tạo ra Hiến pháp Corse, là bản hiến pháp đầu tiên được viết bằng tiếng Ý theo các nguyên tắc của thời đại Khai sáng, bao gồm cả việc thực hiện quyền bầu cử của phụ nữ lần đầu tiên trong lịch sử, về sau đã bị người Pháp hủy bỏ khi họ chiếm lấy hòn đảo này vào năm 1769. Nó còn tạo ra một chính quyền và hệ thống công lý và thành lập quân đội bảo vệ nền cộng hòa.

## Sáng lập

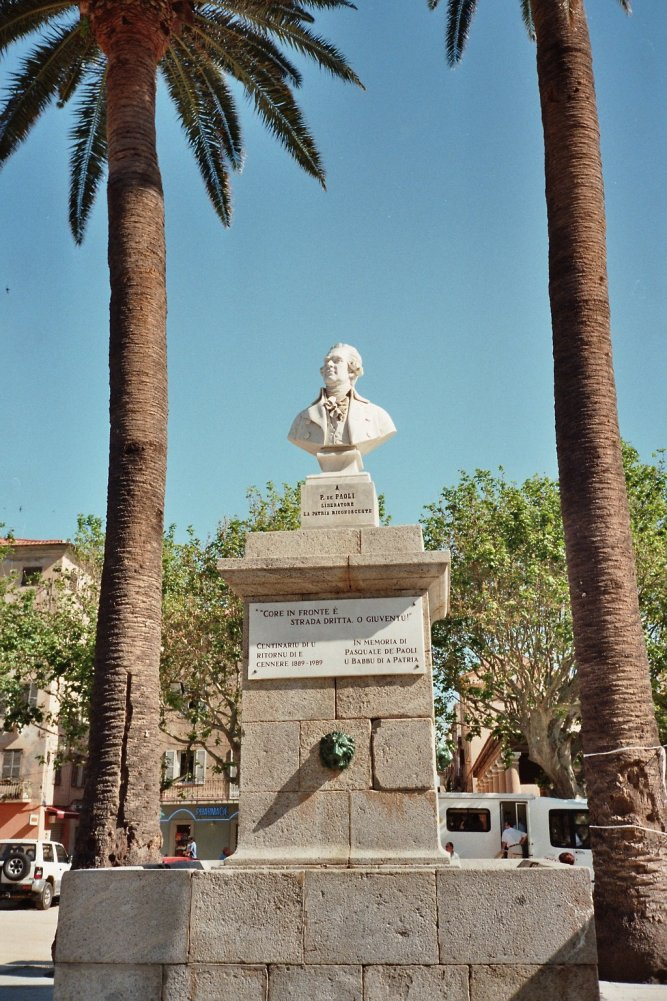
Một bức tượng của Pasquale Paoli ở L'Île-Rousse

Sau một loạt các hành động thành công, Paoli đã đánh đuổi người Genova ra khỏi toàn bộ hòn đảo ngoại trừ một vài thị trấn ven biển. Sau đó, ông bắt tay vào việc tái tổ chức chính quyền, đề ra nhiều cải cách tiến bộ. Ông thành lập một trường đại học tại đảo Corte và cho dựng "Dòng tu Thánh Devota" vào năm 1757 nhằm vinh danh vị thánh bảo trợ của hòn đảo này là Thánh Devota.
Một nghị hội quốc gia hay Quốc hội, gồm các đại biểu được bầu từ mỗi huyện với nhiệm kỳ ba năm. Quyền bầu cử đã được mở rộng cho tất cả những người đàn ông ở độ tuổi trên 25. Theo truyền thống, phụ nữ thường đi bỏ phiếu trong các cuộc bầu cử tại làng để bầu chọn podestà tức là già làng và các quan chức địa phương khác, và còn xác nhận là họ cũng đã bỏ phiếu trong các cuộc bầu cử quốc gia dưới thời kỳ Cộng hòa. Nước cộng hòa còn đúc tiền xu của riêng mình tại Murato vào năm 1761, in dấu hình Đầu người Moor, biểu tượng truyền thống của đảo Corse.
Ý tưởng của Paoli về nền độc lập, dân chủ và tự do nhận được sự ủng hộ tích cực từ các triết gia như Jean-Jacques Rousseau, Voltaire, Raynal và Mably. Việc xuất bản tác phẩm năm 1766 với nhan đề An Account of Corsica (Ký sự đảo Corse) của James Boswell đã khiến cho Paoli nổi tiếng khắp châu Âu. Bey xứ Tunis còn mở rộng sự công nhận về mặt ngoại giao với tân quốc gia Corse.

## Pháp xâm lược
Năm 1767, Corse đoạt lấy hòn đảo Capraia từ tay người Genova, một năm sau đó, mất hy vọng về khả năng chinh phục Corse một lần nữa, phía Genova liền bán chủ quyền của mình cho Vương quốc Pháp thông qua Hiệp ước Versailles. Người Pháp bèn mang quân xâm lược Corse cùng năm đó, và trong suốt nguyên cả năm trời lực lượng của Paoli đã chiến đấu một cách vô vọng nhằm bảo vệ nhà nước cộng hòa non trẻ của họ chống lại những kẻ xâm lược. Tuy nhiên vào tháng 5 năm 1769, trong trận đánh ở Ponte Novu họ đã bị đánh bại bởi lực lượng lớn hơn hẳn dưới sự chỉ huy của Noël de Jourda, Bá tước xứ Vaux (về sau được phong Thống chế Pháp), và buộc phải sang lánh nạn tại Vương quốc Anh. Quyền kiểm soát hòn đảo của người Pháp được củng cố và đến năm 1770 thì trở thành một tỉnh của Pháp.

## Kết cuộc
Sự kiện đảo Corse rơi vào trong tay người Pháp được nhiều người đón nhận một cách tồi tệ ở nước Anh, vốn là đồng minh và nhà tài trợ chính yếu của Corse. Nó được xem như một sự thất bại của chính phủ Grafton rằng Corse đã bị "mất", mà còn có tầm quan trọng đến lợi ích của nước Anh tại một phần của vùng Địa Trung Hải. Cuộc khủng hoảng Corse đã làm suy yếu nghiêm trọng đến chính phủ Grafton, góp phần sự sụp đổ cuối cùng của nội các này. Một số lượng người Corse lưu vong đã đứng vào hàng ngũ người Anh chiến đấu trong cuộc Chiến tranh Cách mạng Mỹ, hay đang phục vụ riêng biệt trong cuộc Đại vây hãm Gibraltar vào năm 1782.
Khát vọng vì nền độc lập của đảo Corse, cùng với rất nhiều nguyên tắc dân chủ của nước Cộng hoà Corse, đã được Paoli hồi sinh lại tại Vương quốc Corse năm 1794-1796. Nhân dịp đó, lục quân và hải quân Anh đã được triển khai phòng thủ hòn đảo; thế nhưng những nỗ lực của họ đã thất bại và người Pháp giành lại quyền kiểm soát đảo này. Cho đến ngày nay, một số người thuộc thành phần ly khai Corse chẳng hạn như (bây giờ đã giải tán) Armata Corsa, ra sức biện hộ cho sự phục hồi nền cộng hòa của hòn đảo.